# World Games 2025/Teilnehmer (Paraguay)
| Gelbes Symbol für Goldmedaillen mit stilisierten Olympischen Ringen | Graues Symbol für Silbermedaillen mit stilisierten Olympischen Ringen | Braundes Symbol für Bronzemedaillen mit stilisierten Olympischen Ringen |
| ------------------------------------------------------------------- | --------------------------------------------------------------------- | ----------------------------------------------------------------------- |
| 1                                                                   | 1                                                                     | —                                                                       |

Paraguay nahm an den World Games 2025 mit einem Athleten teil.

## Medaillen

### Medaillenspiegel
| Rang   | Sportart            | Gold | Silber | Bronze | Gesamt |
| ------ | ------------------- | ---- | ------ | ------ | ------ |
| 1      | Inline-Speedskating | 1    | 1      | —      | 2      |
| Gesamt | Gesamt              | 1    | 1      | 0      | 2      |

### Medaillengewinner
| Name/n       | Sportart            | Wettkampf                    |
| ------------ | ------------------- | ---------------------------- |
| Gold         |                     |                              |
| Julio Mirena | Inline-Speedskating | 5000 m Punkterennen Bahn     |
| Silber       |                     |                              |
| Julio Mirena | Inline-Speedskating | 10.000 m Punkterennen Straße |

## Teilnehmer nach Sportarten

### Rollsport

#### Inline-Speedskating

##### Bahn
| Athleten     | Wettbewerb                   | Qualifikation | Qualifikation | Halbfinale | Halbfinale | Finale        | Finale        | Rang |
| Athleten     | Wettbewerb                   | Zeit          | Rang          | Zeit       | Rang       | Zeit/Punkte   | Rang          | Rang |
| ------------ | ---------------------------- | ------------- | ------------- | ---------- | ---------- | ------------- | ------------- | ---- |
| Männer       |                              |               |               |            |            |               |               |      |
| Julio Mirena | 1000 m Sprint                | 1:23,028 min  | 4             | DNF        | DNF        | ausgeschieden | ausgeschieden | 16   |
| Julio Mirena | 5000 m Punkterennen          | —             | —             | —          | —          | 23 Punkte     | 1             | Gold |
| Julio Mirena | 10.000 m Ausscheidungsfahren | —             | —             | —          | —          | DNF           | DNF           | 14   |

##### Straße
| Athleten     | Wettbewerb                   | Qualifikation | Qualifikation | Halbfinale | Halbfinale | Finale        | Finale | Rang   |
| Athleten     | Wettbewerb                   | Zeit          | Rang          | Zeit       | Rang       | Zeit/Punkte   | Rang   | Rang   |
| ------------ | ---------------------------- | ------------- | ------------- | ---------- | ---------- | ------------- | ------ | ------ |
| Männer       |                              |               |               |            |            |               |        |        |
| Julio Mirena | 10.000 m Punkterennen        | —             | —             | —          | —          | 30 Punkte     | 2      | Silber |
| Julio Mirena | 15.000 m Ausscheidungsfahren | —             | —             | —          | —          | ausgeschieden | 8      | 8      |